# L'apache
L'apache är ett album från 1982 av den belgiska gruppen TC Matic.

## Låtlista
1. Middle class and blue eyes
2. Que pasa
3. Touch me
4. Rip-off poppoff
5. Mon ami Louis
6. Just another joke
7. Le Java
8. I'm not gonna listen
9. Les zazous
10. Stay scared stay alive
11. La-bas

## Producerades av
- TC Matic

## Medverkande
- Arno Hintjens - Sång
- Jean-Marie Aerts - Gitarr
- Serge Feys - Synthesizer
- Ferre Baelen - Bas
- Rudy Cloet - Trummor